# La mia droga si chiama Julie
La mia droga si chiama Julie (La Sirène du Mississipi) è un film del 1969 diretto da François Truffaut, tratto dal romanzo Vertigine senza fine (Waltz Into Darkness) di William Irish.
Truffaut ha dichiarato che La mia droga si chiama Julie «non ha avuto alcun successo, tranne che in Giappone. È rassicurante il nostro mestiere perché c'è sempre un paese dove anche il film più assurdo può avere successo». Lo stesso regista continua affermando di aver girato Baci rubati - uno dei suoi film di maggior successo - «per guadagnare quei soldi che mi permettessero di acquistare i diritti di adattamento della Sirène».

## Trama
Louis Mahé, un ricco produttore di tabacco della Riunione, ha un rapporto di sola corrispondenza con Julie Roussel che, improvvisamente, un giorno giunge dalla Francia per sposarlo. Nonostante la donna che si presenta non coincida con la donna delle fotografie, è di una bellezza tale che Louis accetta ben volentieri tutte le sue deboli giustificazioni. Dopo una breve convivenza vissuta intensamente da entrambi, non appena ottenuto l'accesso ai conti bancari del marito, Julie preleva tutto e scappa col malloppo. Solo allora Louis apre gli occhi e capisce il piano di chi, sostituendosi alla vera Julie, ha solo recitato la parte dell'amorevole moglie per poterlo poi derubare.
Louis, unitamente alla sorella della vera Julie, nel frattempo scomparsa, assolda un detective per scoprire dove sia finita la ragazza con cui si scriveva e per rintracciare colei che vi si è sostituita. Intanto, sconvolto, torna in Francia per riposarsi. Il caso vuole che si imbatta proprio nella finta Julie: il suo vero nome è Marion e, tutt'altro che ricca, si guadagna da vivere in un locale notturno di Antibes. Louis dapprima vuole ucciderla, poi, commosso dalla sua triste storia di bambina abbandonata, poi prostituta, quindi sfruttata, le confessa il suo amore e le offre di tornare a vivere con lui.
Ma, nonostante il semi-isolamento della campagna provenzale, il detective da lui pagato li rintraccia. Questi vuole assicurare Marion alla giustizia per l'omicidio di Julie Roussel, così Louis, non trovando altre vie d'uscita nella sua mente ormai alterata, lo uccide. Occultato il cadavere, i due scappano a Lione, senza più un soldo. Dopo tensioni e attriti, tutto si ricompone quando Louis ottiene un buon gruzzolo dal suo socio a Réunion per la vendita della sua quota dell'impresa. L'incalzare della polizia rende però impossibile persino prendere i soldi, mettendo i due amanti assassini in fuga verso la Svizzera.
Chiusi in uno chalet in mezzo alle montagne nei pressi del confine di stato, lei perpetra l'ultima nefandezza nei suoi confronti cercando di avvelenarlo a poco a poco con un veleno per topi. Lui se ne accorge, tenta la fuga, ma non appena la rivede, la perdona di nuovo essendogli lei necessaria più d'ogni altra cosa.

## Produzione
Il direttore della produzione è stato Claude Miller, che aveva già ricoperto questo ruolo nel precedente film di Truffaut, Baci Rubati, il cui protagonista Antoine Doinel (interpretato da Jean-Pierre Léaud) ha in mano il romanzo La Sirène du Mississipi da cui il regista ha tratto l'idea alla base del film. Il romanzo di Irish è ambientato nell'Ottocento a New Orleans, mentre il regista ne modifica sia l'ambientazione temporale (trasportandolo nel presente) che quella geografica (l'isola di Réunion e il sud della Francia). Il film conserva però in francese lo stesso titolo del libro (se si eccettua la "p" in meno nella parola Mississipi, seguendo l'antica grafia francese del fiume americano) perché Truffaut dà quel nome alla nave da cui sbarca la protagonista all'inizio del film.

### Riprese
Le riprese del film iniziarono alla Riunione il 2 dicembre 1968 e terminarono il 28 febbraio 1969. La villa di Louis Mahé è la Maison Bel-Air, un'antica villa creola nel cuore di un parco paesaggistico dell'isola. Ulteriori scene furono girate in Francia e in particolare a Nizza (l'ingresso della clinica dove Louis Mahé viene portato in ambulanza è quello del Musée Masséna situato sulla Promenade des Anglais), ad Aix-en-Provence, a Grenoble, a Lione, a Parigi e infine ad Antibes, dove è stato girato il piano sequenza in cui Belmondo si arrampica su un edificio di tre piani.

## Distribuzione
Il film è stato distribuito a partire dal 18 giugno 1969. Fu presentato al pubblico italiano in una versione tagliata, priva di alcune sequenze salienti. La versione integrale è disponibile in dvd italiano.

## Riferimenti ad altre pellicole
- L'investigatore privato che nel film viene ucciso da Louis Mahé (Jean-Paul Belmondo) si chiama Comolli, come Jean-Louis Comolli, all'epoca direttore dei Cahiers du cinéma, a cui aveva dato un taglio molto diverso da quello del suo fondatore André Bazin e che Truffaut non condivideva affatto. Anche questa può essere vista come una delle citazioni filmiche, così frequenti in Truffaut: infatti in 8½ di Fellini il regista romagnolo "impicca" il critico cinematografico.
- Il film si conclude in una baita isolata in mezzo alla neve come in un precedente film di Truffaut, Tirate sul pianista (Tirez sur le pianiste) (1960).

## Remake
Nel 2001 è stato prodotto un remake intitolato Original Sin, diretto da Michael Cristofer.